# 王璣 (崇禎武進士)
王璣（1603年—1645年），字璿伯，蘇州府太倉州人，明朝、南明軍事人物。

## 生平
王璣個性孝順，曾為父親割股治病，在崇禎十二年（1639年）中武舉人，次年（1640年）成武進士，獲授柘林守備，遷任淮南副總兵，駐守劉河。清朝軍隊來臨，他和顧容、黃日章率領部下抵抗；黃日章在戰事中戰死，王璣身中數箭逃出。清軍打算抓來他的父母招降，他繞道逃離隱居，以家中死去遺憾，不久悲憤患病而死，虛歲四十三。其妹之前已上吊自殺，妻子則投水而死。